# イラー川
イラー川（イラーがわ、英語: the Iller）はドイツのバイエルン州とバーデン＝ヴュルテンベルク州を流れる河川である。以前は the Ilargus とも呼ばれた。ドナウ川の右側の支流で、長さは146キロメートルである。

## 概要
オーストリア国境に近いアルゴイ地方のオーバーストドルフ付近で、ブライタッハ川、スティラッハ川、トレッタッハ川が合流して形成される。そこから北に流れて、ゾントホーフェン、インメンシュタット、ケンプテンを通過する。

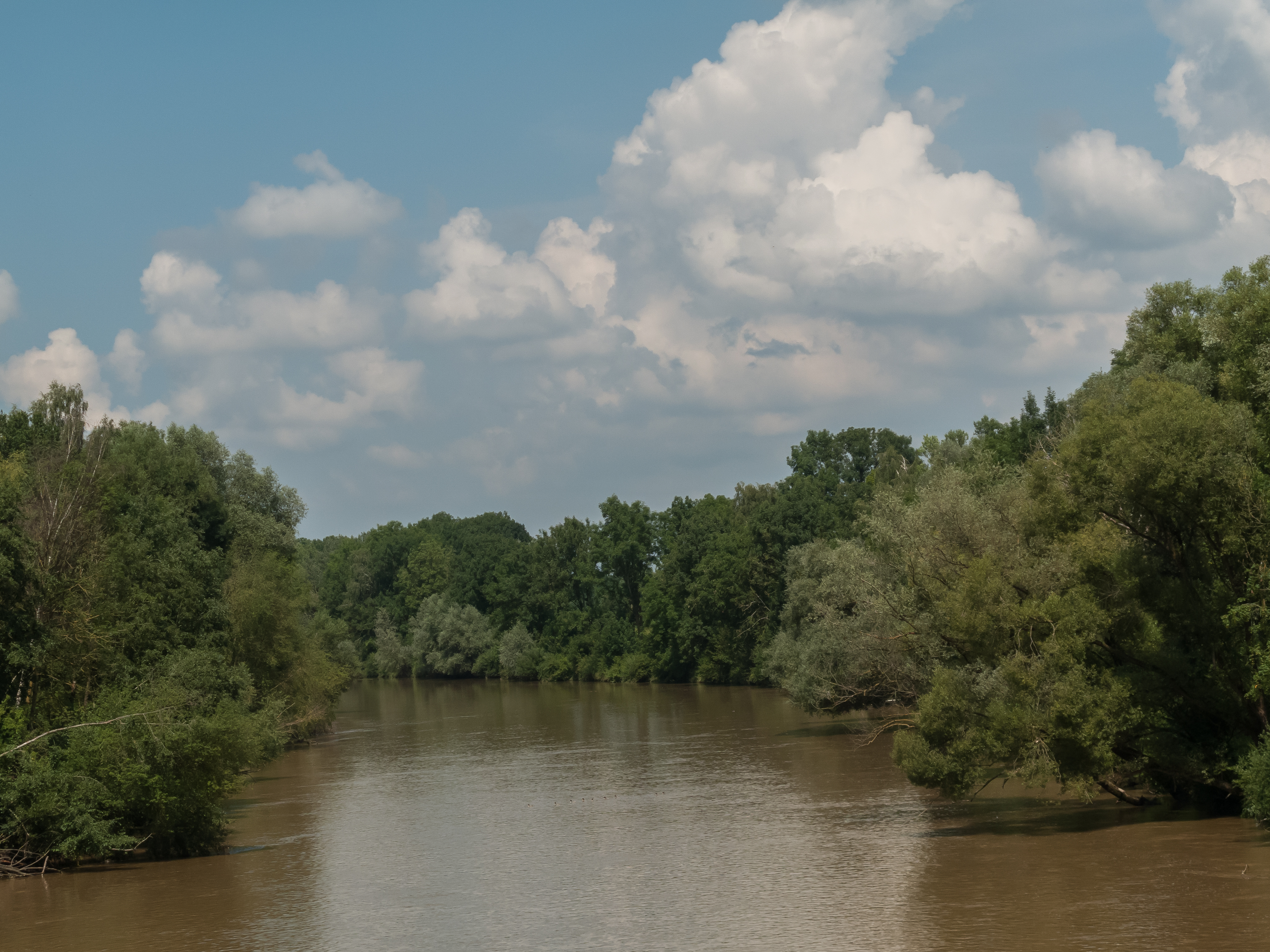
メミンゲン付近

メミンゲン近郊のラウトラッハとウルムの間では、約50キロメートルにわたってバイエルン州とバーデン＝ヴュルテンベルク州の境界を形成した後、ウルムの中心部でドナウ川と合流する。
イラー川の流域面積は2,152平方キロメートルで、流量ではバイエルン州の川の中で7番目である。ドナウ川との合流地点から少し上流のセンデンでの平均流量は毎秒75立方メートルである。
8つの水力発電所があり、総容量は51メガワット(1998年)となっている。
イラー川沿いには自転車道があり、ラフティングやトレッキングの人気スポットとなっている。